# Cinnyris fuscus
Cinnyris fuscus е вид птица от семейство Nectariniidae. Видът се среща в храсталаците на сухите савани в Ангола, Ботсвана, Намибия и Република Южна Африка.